# Царь Соломон: Мудрейший из мудрых
«Царь Соломон: Мудрейший из мудрых» (англ. Solomon) — телевизионный фильм о жизни пророка Соломона.

## Сюжет
Сын Давида и Вирсавии, царь Соломон прожил бурную и героическую жизнь. Его правление называли «Божественным даром». Он прославился огромной мудростью, обладал неслыханными богатствами, построил величественный Иерусалимский храм и сделал свою страну могучим и процветающим государством.
И, конечно же, у Соломона было очень много женщин — от красавицы Абишаг, прибывшей во дворец, чтобы скрасить последние годы престарелого царя Давида, до царицы Савской, о любовном и политическом союзе с которой говорил весь древний мир…